# BonneGueule
Bonnegueule est un site français de mode masculine lancé comme un blog en 2007, devenu marque de vêtements en 2014, et qui s'est donné pour mission d’ « aider les hommes à se sentir bien dans leurs vêtements ». Ses fondateurs, Benoît Wojtenka et Geoffrey Bruyère, revendiquent que la ligne éditoriale du site est indépendante, sans lien d’affiliation ou d’article sponsorisé, et se monétise grâce à sa marque de vêtements et à ses contenus numériques.

## Exploitation du site
La marque est exploitée par la société BG Group.

## Historique
Le blog Bonnegueule a été créé en 2007 par Benoît Wojtenka, puis rejoint par Geoffrey Bruyère. Tous deux ont une formation en école de commerce. Après un début de carrière en entreprises, ils décident de se consacrer exclusivement au blog.
En mai 2011, alors que la société BG Group est créée, sort le Bonnegueule Book, un guide numérique dont le but est d’apprendre aux hommes à s’habiller et à trouver leur propre style. Il sera réédité plus tard par la maison d’édition Pyramyd, sous le nom Le Guide de l’Homme Stylé… même mal rasé.
L’ouvrage de Bonnegueule reçoit un accueil favorable dans Metro, Télé Matin, et défavorable dans Libération.
En 2012, Bonnegueule propose un service de coaching et lance un MOOC sur la mode masculine. Bonnegueule fait aussi sa première collaboration avec une marque (Rehnsen) en lançant un jean selvedge en série limitée.
Cette même année, Bonnegueule apparaît dans plusieurs médias,.
En février 2014, Bonnegueule sort sa première ligne en propre, uniquement distribuée sur le site L’Atelier Bonnegueule. La ligne est constituée de basiques (jean, chemise, t-shirts) du vestiaire masculin.
Bonnegueule ouvre sa première boutique physique dans le 3e arrondissement de Paris. Y sont proposés les vêtements de la marque Bonnegueule ainsi que d’autres marques plus ou moins rares en France.
Le blogue participe à la BFM Académie[pertinence contestée].
En octobre 2016, Bonnegueule réalise une levée de fonds de près d'un million d'euros en s'entourant de business angels comme Thierry Petit (fondateur de Showroom Privé), Cyril Vermeulen (cofondateur de aufeminin.com) et de l'État français avec bpifrance.
Une seconde boutique ouvre également à Lyon. Et Bonnegueule met en place un réseau de showrooms tenus par ses plus proches lecteurs à partir d'août 2016 pour essayer ses vêtements dans plusieurs villes de France et à Bruxelles.
En mai 2017, Bonnegueule ouvre une troisième boutique à Bordeaux et durant la même année agrandit sa boutique parisienne avec un espace physique de conseils en mode masculine gratuit. Le chiffre d'affaires approche 3,6 M€ en 2017.